# Тута фон Формбах
Тута фон Формбах (на немски: Tuta von Formbach, † сл. 1090) е кралица на Унгария като втората съпруга на крал Бела I.

## Биография
Тута е дъщеря на граф Хайнрих I (Хесо) фон Формбах († 1030) и на Химилтруд.
След ранната смърт на единствения ѝ брат Херман († 1030) Тута основава през 1050 г. в замък Зубен светски колегия-манастир, който през 1126/1142 г. нейният правнук епископ Алтман от Тренто новоосновава (нейната сестра Химилтруда прави същото със замък Формбах).
След 1059 г. тя става втората съпруга на унгарския крал Бела I († 1063) от династията Арпади.

## Деца
- Ламберт († 1095), херцог в Южна Унгария
- София († 1095), 1. ∞ Улрих I, маркграф на Крайна, 2. ∞ Магнус, херцог на Саксония